# Sten Carl Bielke
Sten Carl Bielke, född 14 mars 1709 i Stockholm, död 13 juli 1753, var en svensk friherre, ämbetsman, vetenskapsman och riksdagsman. 

## Biografi
Bielke var son till landshövdingen, friherre Ture Stensson Bielke och Ursula Kristina Törne; modern var av samma släkt som bland annat Törnstjerna och Törnflycht och härstammade från Hising och Bureätten.
Efter fadern, som Bielke förlorade vid nio års ålder, mottog han ett arv mera rikt på ärofulla minnen än på gods och pengar. Han fick dock genom anförvanter en omsorgsfull uppfostran, vartill enligt tidens sed hörde en utländsk resa, varefter han anställdes som amanuens vid kungliga biblioteket. Sedan han blivit förbigången till bibliotekariebefattningen, mottog han i stället 1737 fullmakt som assessor i Åbo hovrätt. Han befordrades vidare 1740 till hovrättsråd och fick 1746 vice presidents fullmakt.
Bielke deltog för övrigt i det politiska livet och var en av mösspartiets dugligaste män.
Ledig tid använde han till studier, i synnerhet i naturvetenskaperna, i vilka han för sin tid hade ovanliga insikter. Ibland vistades han på sina gods i Sverige: Funbo Lövsta, Väsby i Almunge och Stenby på Adelsön, som genom honom förvandlades till verkliga mönsteregendomar.
Bielke var god vän med Carl von Linné och Linnés lärjunge Pehr Kalm (vars skolgång Bielke bekostade), och stöttare av deras beskrivningar och systematik av växter. Han bidrog också till dess insamlande, och bara från S:t Petersburg tog han med sig 600 fröer hem, vilka han fått av Linnés argaste motståndare, J. E. Siegesbeck, som 1737 hade publicerat en häftig kritik av Linnés sexualsystem.
Tillsammans med Linné tillhörde han en av de sex grundarna av vetenskapsakademien 1739 och riktade akademiens handlingar med flera värdefulla uppsatser om rön i lanthushållningen.
Han gifte sig första gången 1741 med sin kusin friherrinnan Hedvig Maria Brauner och fick med henne ett barn, Johan Ture Bielke (1742–1792), konspiratör till mordet på Gustav III. 1746 gifte han om sig med Eleonora von Mentzer, med vilken han fick fyra döttrar varav en gifte sig, med greve Göran Posse.